# Teglværksbroen
Teglværksbroen er en 97 meter lang klapbro mellem Sluseholmen og Teglholmen i Københavns Sydhavn. Broen er designet af Hvidt Arkitekter og ISC Rådgivende Ingeniører. Den åbnede i 2011 med to kørebaner til biler samt cykelstier og fortove på begge sider. Det er den første kombinerede bil-, cykel- og gangbro over havneløbet, siden Kalvebodbroen blev bygget i 1987. 
Broen krydser Teglværksløbet, der fører ind til den gamle lergrav, der i dag er Teglværkshavnen, som broen har navn efter. Selve broklappen er bygget i ét stykke på 20 x 20 meter i Gdańsk, Polen. Herfra blev den sejlet til København, hvor montagearbejdet blev færdiggjort i 2010. 
Finansieringen stod Københavns Kommune og private grundejere for.